# Anxiety (Ladyhawke)
Anxiety è il secondo album discografico in studio della musicista neozelandese Ladyhawke, pubblicato nel 2012.

## Tracce
1. Girl Like Me – 2:55
2. Sunday Drive – 4:04
3. Black White & Blue – 3:54
4. Vaccine – 3:33
5. Blue Eyes – 3:17
6. Vanity – 3:00
7. The Quick & the Dead – 3:48
8. Anxiety – 3:24
9. Cellophane – 4:15
10. Gone Gone Gone – 3:53